# G-1グランプリ
『G-1グランプリ』（崖っぷちNo.1グランプリ）は、G-1グランプリ実行委員会が主催する芸歴15年以上のお笑い芸人のチャンピオンを決める大会である。通称『G-1』。2022年に第一回が開催された。

## 概要
「G-1グランプリ」は、芸歴のために世に出るチャンス、大会出場資格を制限された“笑いの地肩（本来持っている肩の力）が強い”芸人にスポットを当てるべく、元ツインカムの島根さだよしが発起人となって立ち上げられた賞金総額500万円のコンテスト。“地肩→ジカタ”がある芸人にスポットを当てるべく、埋もれた“お笑い強肩（きょうけん）No.1”を決めるライブとして、「ジカタ」の「G」を取って、「ジカタNo.1グランプリ（G-1グランプリ）」と命名した。メンバーのうち1人でも芸歴が15年以上なら出場可能。また、即席ユニットも出場可能である。ネタのジャンルは「漫才・コント・ ピン芸・漫談・ユニットネタ」。第1回に関しては吉本興業所属の芸人は参加していない。
第1回では決勝ならびに準決勝大会の総合司会をおぼん・こぼん、審査員を渡辺正行、長久弦が務める。決勝大会の追加審査員として島根が自ら直談判し、宮迫博之、ノッチ、伊勢浩二が快諾した。テーマソングを島根と以前親交のあったASKAが担当することが決定。
第2回では元めちゃイケのプロデューサーの明松功が統合プロデューサーに就任し、「人生は、変えられるんだ。」をテーマにした、“崖っぷちNo.1グランプリ”に改名した。決勝ならびに準決勝大会の総合司会はアンジャッシュ渡部建が務める。

## 出演者
司会・リポーター
|       | 司会           | 総合司会     |
| ----- | -------------- | ------------ |
| 第1回 | おぼん・こぼん | 島根さだよし |
| 第2回 | 渡部建         | 島根さだよし |

審査員
| 回    | 審査員一覧 | 審査員一覧 | 審査員一覧 | 審査員一覧   | 審査員一覧 |
| ----- | ---------- | ---------- | ---------- | ------------ | ---------- |
| 第1回 | 渡辺正行   | ノッチ     | 宮迫博之   | 長久弦       | 伊勢浩二   |
| 第2回 | 鈴木おさむ | 三谷三四郎 | 明松功     | マッコイ斎藤 | [ 注 1 ]   |

## 大会の流れ
出場者は参加費（エントリー料）として自腹で1組1000円を支払う。エントリー用紙を提出し、確認作業が終わると各予選会場でA・B・C・D・E…とグループ分けされ、公式サイト上で発表される。全ての会場は有観客にて開催され準決勝・決勝大会では生配信もされた。審査結果は、大会終了後に公式サイト、SNSで速報を行い、準決勝では客出しの終えた会場に残った出場者の前で発表された。

### ネット投票アーカイブ対決
決勝大会終了後、1回戦を勝ち進んだ出場者のネタを公式YouTubeで一斉公開。一定期間の間で高評価数（再生回数ではない）が一番多かった組に賞金が贈られる。第一回目は三拍子が勝負を勝ち取り賞金100万円を手にした。

## 各回戦の出場（進出）組数
| 回 | 1回戦 | 2回戦 | 準決勝 | 決勝 |
| -- | ----- | ----- | ------ | ---- |
| 1  | 180   | 124   | 31     | 8+1  |

### ネタの制限時間
| 回 | 1回戦 | 2回戦 | 準決勝 | 決勝    |
| -- | ----- | ----- | ------ | ------- |
| 1  | 3分   | 3分   | 4分    | 4分     |
| 2  | 3分   | 3分   | 4分    | 4分30秒 |

### 各回戦の日程と会場
| 回 | 1回戦                    | 2回戦            | 準決勝             | 決勝               |                    |                    |
| -- | ------------------------ | ---------------- | ------------------ | ------------------ | ------------------ | ------------------ |
| 1  | 1月21日、22日 27日、28日 | 2月8日、9日      | 3月6日             | 4月10日            |                    |                    |
| 1  | 西新宿ナルゲキ           | 西新宿ナルゲキ   | 西新宿ナルゲキ     | 烏山区民会館ホール |                    |                    |
| 2  | 1月23日、26日 30日       | 2月3日、6日 13日 | 3月14日、16日 17日 | 4月16日            |                    |                    |
| 2  | 浅草東洋館               | 浅草東洋館       | 浅草東洋館         | 霞ヶ関イイノホール | 霞ヶ関イイノホール | 霞ヶ関イイノホール |

## 出場資格
- メンバーのうち1人でも芸歴が15年以上なら出場可能。
- ピン、コンビ、トリオ、グループ不問。
- 所属事務所、プロ・アマチュア不問。
- プロ同士の即席ユニット可能。
- 漫才、コント、漫談、落語、歌などネタのジャンル不問。

## 参加者に贈られる賞品

### 第一回
- 優勝：300万円
- 準優勝：50万円
- 3位：30万円
- 4位、5位：10万円
- ネット動画投票1位[注 3]：100万円

### 第二回
- 優勝：300万円＋審査員賞[8] （審査員が手掛ける番組への出演権）

## 歴代優勝者
| 回 | 大会期間               | グループ名     | 結成年 | 所属事務所       |
| -- | ---------------------- | -------------- | ------ | ---------------- |
| 1  | 2022年 1月21日-4月10日 | 磁石           | 2000年 | ホリプロコム     |
| 2  | 2023年 1月23日-4月16日 | モダンタイムス | 2001年 | 無所属（フリー） |

- 大会期間の最終日が決勝戦開催日および放送日。

## 歴代決勝戦結果

### 第1回（2022年）
決勝戦はエルシャラカーニ、アモーン、だーりんず、流れ星☆、や団、TOKYO COOL、なすなかにし、三拍子の8組に加えて、急遽設けられた敗者復活枠を勝ち取った磁石の9組で争われることになった。出場順はその場のくじ引きで決定、それぞれネタ披露後は生配信の投げ銭システムを利用して30秒間の投げ銭タイムを実施し、集まった金額は出演者へ贈られる。審査集計中のハーフタイムとして主催者オススメのユニットあぁ〜しらきとモダンタイムスのユニット「妖怪客ふやし」が登場しネタを披露した。
| 順位         | グループ名 所属事務所                           | 出番順 | 結成年     | 個人の最長芸歴 | 得点 |
| ------------ | ----------------------------------------------- | ------ | ---------- | -------------- | ---- |
| 優勝         | 磁石 ホリプロコム                               | 4      | 2000年5月  | 22年目         | 491  |
| 2位          | 流れ星☆ 浅井企画                                | 9      | 2000年6月  | 22年目         | 482  |
| 3位          | だーりんず SMA NEET Project                     | 2      | 2011年8月  | 23年目         | 476  |
| 4位          | なすなかにし 松竹芸能                           | 8      | 2001年4月  | 21年目         | 475  |
| 5位          | や団 SMA NEET Project                           | 6      | 2007年4月  | 17年目         | 474  |
| 6位          | TOKYO COOL SMA NEET Project                     | 3      | 2015年7月  | 27年目         | 472  |
| 7位          | 三拍子 サンミュージックプロダクション           | 5      | 2001年8月  | 21年目         | 471  |
| 8位          | エルシャラカーニ サンミュージックプロダクション | 1      | 1997年4月  | 26年目         | 469  |
| 9位          | アモーン 浅井企画                               | 7      | 2004年12月 | 18年目         | 450  |
| 動画 投票1位 | 三拍子 サンミュージックプロダクション           | -      | 2001年8月  | 21年目         | -    |

### 第2回（2023年）
決勝戦はふとっちょ☆カウボーイ、ムートン伊藤、ななめ45°、モダンタイムス、イヌコネクション、下町ミュンスター、藤波かよ子の7組で争われた。
| 順位       | グループ名 所属事務所                           | 出番順 | 結成・デビュー | 個人の最長芸歴 |
| ---------- | ----------------------------------------------- | ------ | -------------- | -------------- |
| 優勝       | モダンタイムス 無所属（フリー）                 | 6      | 2001年         | 22年目         |
| 決勝戦敗退 | ふとっちょ☆カウボーイ ラフィーネプロモーション  | 1      | 1990年         | 33年目         |
| 決勝戦敗退 | ムートン伊藤 松竹芸能                           | 2      | 1996年         | 27年目         |
| 決勝戦敗退 | ななめ45° ホリプロコム                          | 3      | 2000年         | 23年目         |
| 決勝戦敗退 | 藤波かよ子 ブルーマウンテン                     | 4      | 2003年         | 20年目         |
| 決勝戦敗退 | 下町ミュンスター サンミュージックプロダクション | 5      | 2016年         | 17年目         |
| 決勝戦敗退 | イヌコネクション ワタナベエンターテインメント   | 7      | 2007年         | 16年目         |

## 歴代準決勝進出者一覧
- ザ・ギース
- ふとっちょ☆カウボーイ
- アモーン
- マシンガンズ
- ホットパンツしおり
- あぁ〜しらき
- モダンタイムス
- キャプテン渡辺
- なすなかにし
- 妖怪客ふやし
- や団
- しゃもじ
- SAKURAI
- BBゴロー
- TOKYO COOL

- 王春眠
- ハナイチゴ
- ミヤシタガク
- 下町ミュンスター
- ムシガ
- ドッグ石橋
- マリア
- アマレス兄弟
- ロングロング
- ギフト☆矢野
- ハイトーン兄弟
- だーりんず
- エルシャラカーニ
- 三拍子
- 磁石
- 流れ星☆

- アモーン
- ふとっちょ☆カウボーイ
- MORIYAMA
- 売れない芸人52歳と40歳と35歳 (インデペンデンスデイの久保田と
銀座ポップとぽ〜くちょっぷ篠木のユニット。)
- 下町ミュンスター
- イヌコネクション
- きみがすきだよ
- ゼウスちかお
- 藤波かよ子
- ムートン伊藤

- ロボマン
- ジャジャジャジャーン
- しんたろう
- タートルガールズ
- ななめ45°
- アマレス兄弟
- ニコニコモンスター
- えずれひろゆき
- ルンルンキンジョウ
- モダンタイムス

## テーマ曲
- 太陽と埃の中で [G1 version]（作詞・作曲・歌/ASKA）

## 不祥事
第1回の大会終了後に動画を公開するも、一部の動画に対して高評価が再生回数を上回る現象が起きる。主催者側が調査した結果、外部から「動画の再生回数や評価を金銭で意図的に操作できるシステム」があり、それによるものではないかという結論が出た。この騒動に関して主催者側は謝罪と説明の動画を公開し、今回の件に関しては出場者もファンもみな被害者であると説明した。